# Тенчинский, Анджей (ум. 1536)

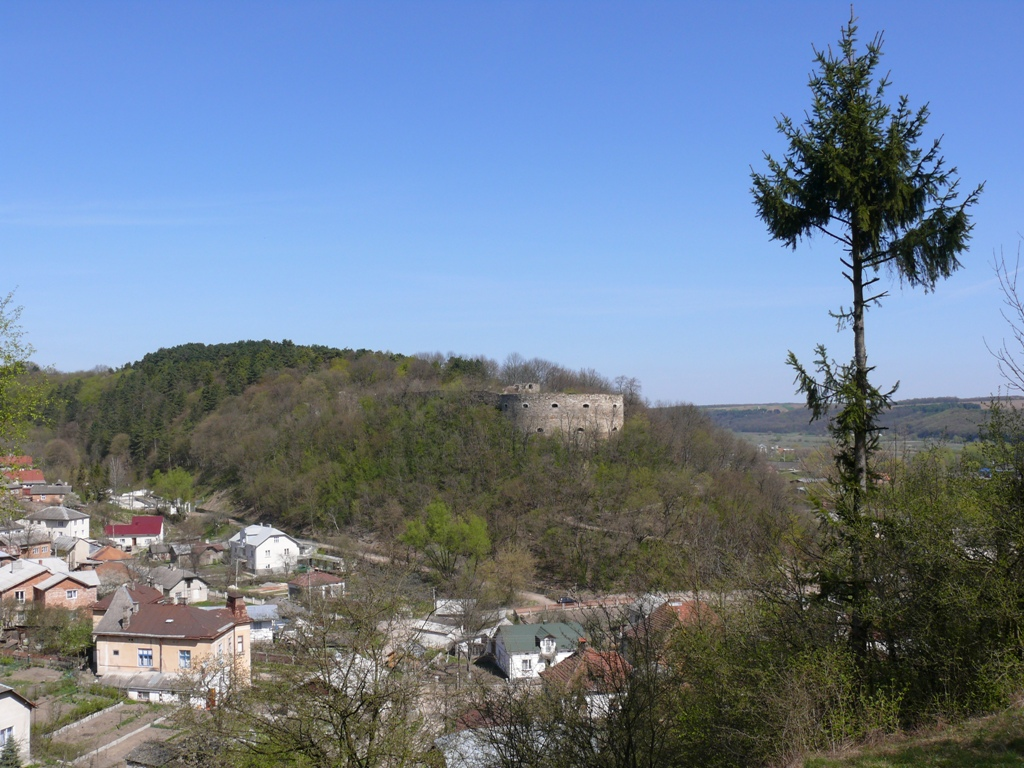
Теребовлянский замок

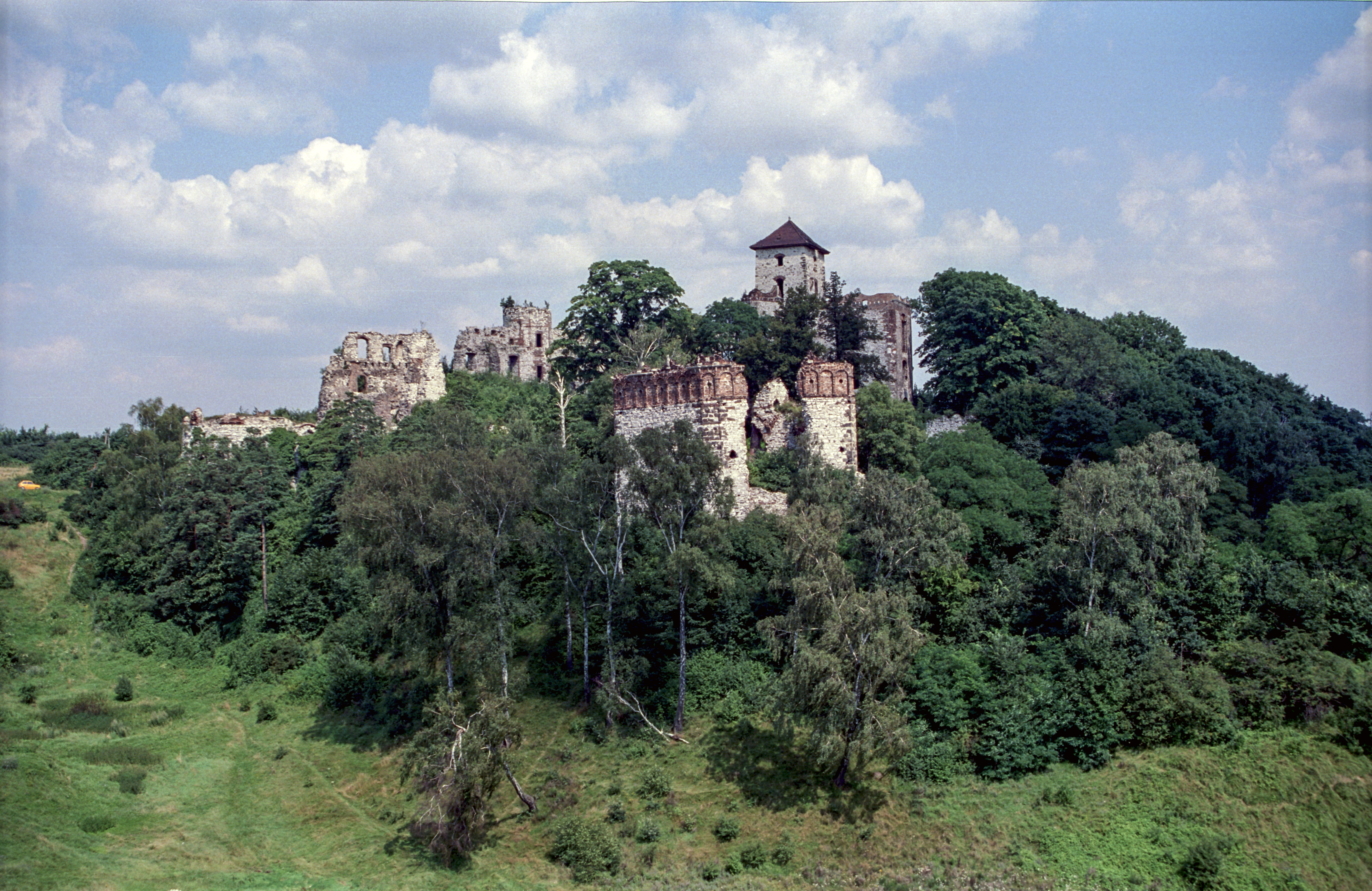
Замок Тенчин

Анджей Тенчинский (пол. Andrzej Tęczyński; около 1480 — 2 января 1536) — государственный деятель Королевства Польского, воевода люблинский, воевода сандомирский, воевода краковский, каштелян краковский, граф Священной Римской империи.

## Биография
Он происходил из знатного рода Тенчинских, самого могущественного в Малой Польше, носившего герб «Топор». Сын генерального старосты русского Збигнева Тенчинского (1450—1498) и Катажины Плешевской (ум. 1488).
Член Коронационного сейма 1507 года от Краковского воеводства. В 1519 году по решению Петркувского сейма он возглавил комиссию, задачей которой было «исправить противоречивые статуты, устранить дефектные и унифицировать обычное право». Результатом работы комитета стал Формульный процесс. В 1526—1528 годах он возглавлял комиссию, задачей которой была подготовка будущего исполнения законов. Комиссия должна была изучить все применимое публичное и частное право и определить, что нуждается в ремонте. Конечным результатом работы комиссии стала «Исправка законов», подготовленная в 1532 году.
Его положительно описывали писатели, в том числе Станислав Ореховский, который в своей «Речи на похоронах Сигизмунда» охарактеризовал Анджея Тенчинского следующим образом: «маленький ростом, но велик умом и красноречием», тогда как в «Диалоге вокруг казни VI» он писал о нем: один из людей, очень похожих на Демосфена и Цицерона в царском совете.
Был женат на Катажине Сенеской, дочери королевского придворного и старосты холмского Викторина Сененского (Гологорского) (ок. 1463—1530), владельца Монастыриска. Он умер бездетным.

## Карьера
- 1503 — дворянин королевский
- 1510 — секретарь королевский
- 1510 — подкоморий сандомирский
- 1511 — каштелян бецкий
- 1512 — референдарий великий коронный
- 1515—1519 — воевода люблинский
- 1520—1527 — воевода сандомирский
- 1527 — граф Священной Римской империи
- 1527—1532 — воевода краковский
- 1532—1536 — каштелян краковский.

Кроме того, он занимал должности старосты Сандомира, Белза, Хелма, Терембовли, Красныстава, Грубешува, Сокаля, Ойцува, Ратно и Тышовца.